# Carlton (Kansas)
Carlton és una població dels Estats Units a l'estat de Kansas. Segons el cens del 2000 tenia 38 habitants.

## Demografia
Segons el cens del 2000, Carlton tenia 38 habitants, 16 habitatges, i 11 famílies. La densitat de població era de 91,7 habitants per km².
Dels 16 habitatges en un 31,3% hi vivien nens de menys de 18 anys, en un 62,5% hi vivien parelles casades, en un 6,3% dones solteres, i en un 31,3% no eren unitats familiars. En el 31,3% dels habitatges hi vivien persones soles el 6,3% de les quals corresponia a persones de 65 anys o més que vivien soles. El nombre mitjà de persones vivint en cada habitatge era de 2,38 i el nombre mitjà de persones que vivien en cada família era de 2,91.
Per edats la població es repartia de la següent manera: un 23,7% tenia menys de 18 anys, un 5,3% entre 18 i 24, un 34,2% entre 25 i 44, un 23,7% de 45 a 60 i un 13,2% 65 anys o més.
L'edat mediana era de 39 anys. Per cada 100 dones de 18 o més anys hi havia 107,1 homes.
La renda mediana per habitatge era de 33.125 $ i la renda mediana per família de 33.125 $. Els homes tenien una renda mediana de 22.188 $ mentre que les dones 13.750 $. La renda per capita de la població era de 9.750 $. Cap de les famílies estaven per davall del llindar de pobresa.

## Poblacions més properes
El següent diagrama mostra les poblacions més properes.